# Angereb Reservoir
Das Angereb Reservoir liegt östlich der Stadt Gonder in der Region Amhara in Äthiopien auf einer Höhe von 2123 m ü. d. M. Es wurde 1986 angelegt, um die Wasserversorgung der rasch zunehmenden Bevölkerung von Gonder zu verbessern, die 2014 auf 250.000 Einwohner geschätzt wurde. Wegen Sedimentation verliert das Reservoir aber möglicherweise bald seine Funktion.

## Das Reservoir
Das Angereb Reservoir wird von dem Kleinen Angereb gefüllt, der in den rund 2.700 m hohen Bergen nördlich von Gonder entspringt und nach dem Reservoir südlich von Gonder als Magech in den Tanasee fließt.
Der rund 30 m hohe und an der Krone ca. 400 m lange Erdschüttdamm bildet ein Staubecken mit einem Speichervolumen von ursprünglich rund 5 Mio. m³. Aus einem Entnahmeschacht wird das Wasser zu einer Wasseraufbereitungsanlage und weiter zu dem wenige Meter höher gelegenen Ort gepumpt. Der Damm hat einen Ablass und eine am seitlichen Hang liegende offene Überlaufrinne als Hochwasserentlastung.

## Der Einzugsbereich
Der Einzugsbereich besteht aus kaum (noch) bewaldetem Bergland, das von der zunehmenden Bevölkerung bis in immer größere Höhen zum Eigenbedarf auf meist weniger als einem halben Hektar pro Familie bewirtschaftet wird. Das Holz der selten werdenden Bäume wird als Feuerholz zum Kochen und zum Verkauf an Dritte verwendet. Ackerbau und Viehhaltung führen zu zunehmender Erosion. Neben dem Wechsel von Regen- und Trockenzeit haben Dürren und extreme Niederschläge die Erosion verstärkt. Flüsse führen deshalb große Mengen an Bodenmaterial mit, das ihnen eine ockergelbe Farbe verleiht und sich in Staubecken und Seen als Sediment ablagert.

## Sedimentation
Bei der Planung des Damms war vorgesehen, den Grundablass des Damms regelmäßig während der Spitze der Regenzeit zu öffnen, um die Sedimente auszuspülen. Dies unterblieb, so dass der Grundablass sich bald nicht mehr voll öffnen ließ. Um der Sedimentablagerung auszuweichen, wurde die Wasserentnahme, die eigentlich 5 m unter der Oberfläche liegen sollte, mehrfach angehoben, so dass sie 2007 nur noch 0,5 m unter dem Wasserspiegel lag.
Das Angereb Reservoir wird inzwischen als Stausee ohne Grundablass angesehen. Man schätzt, dass sein Volumen bereits um 15 % reduziert wurde. Im langjährigen Durchschnitt dürften 76.800 t Sedimente pro Jahr in den See geflossen sein.

## Gegenmaßnahmen
Die Corvallis Sister Cities Association aus Corvallis, Oregon, USA, einer Partnerstadt von Gonder, bemüht sich in Zusammenarbeit mit der dortigen Oregon State University, den Sedimenteintrag zu reduzieren. Dazu wird zusammen mit Stellen in Gonder und in Abstimmung mit der örtlichen Bevölkerung das unmittelbar über dem Staubecken liegende Einzugsgebiet aufgeforstet. Der Bedarf an Feuerholz soll außerdem reduziert werden, indem die Frauen bewegt werden, ihre offenen, aus drei Steinen bestehenden Feuerstellen durch einfach herzustellende, aus Lehm geformte geschlossene Feuerstellen zu ersetzen, die nur halb so viel Holz verbrauchen. In mehreren Pflanzperioden wurden seit 2008 zunächst die unmittelbar oberhalb des Reservoirs liegenden Bereiche, in den folgenden Jahren auch verschiedene, weiter oben liegende Gebiete mit Setzlingen bepflanzt.